# Monte Pépoiri
Il Monte Pépoiri (2.674 m s.l.m. - in francese Mont Pépoiri) è una montagna delle Alpi Marittime. Si trova nel dipartimento francese delle Alpi Marittime tra la valle della Tinea e quella della Vesubia.
Dalla vetta si gode di un'ampia vista sulle montagne del massiccio del Mercantour.